# Bamazomus weipa
Espèce
Synonymes
- Apozomus weipa Harvey, 1992

Bamazomus weipa est une espèce de schizomides de la famille des Hubbardiidae.

## Distribution
Cette espèce est endémique du Queensland en Australie,. Elle se rencontre vers Weipa.

## Description
Le mâle holotype mesure 3,40 mm.

## Étymologie
Son nom d'espèce lui a été donné en référence au lieu de sa découverte, Weipa.

## Publication originale
- Harvey, 1992 : The Schizomida (Chelicerata) of Australia. Invertebrate Taxonomy, vol. 6, no 1, p. 77-129.